# Дерк Сауер
Дерк Сауер (нід. Derk Sauer; 31 жовтня 1952, Амстердам — 31 липня 2025, Зеландія) — нідерландський журналіст, медіамагнат і засновник газети «The Moscow Times».

## Ранні роки й освіта
1969 року склав випускні іспити в ліцеї Казимира в Амстелвені, навчаючись, працював на режисера Гіда Яспарса в програмі VPRO «Morgen». У 14 років заснував «Групу дій за світовий мир» й організував демонстрацію в Амстелвені проти вторгнення військ Варшавського договору до Чехословаччини. Після короткого періоду роботи на фабриці жувальної гумки Maple Leaf остаточно зайнявся журналістикою.

## Кар'єра
Кар'єру журналіста розпочав в «De Tribune» — партійній газеті тодішньої Комуністичної партії Нідерландів/марксистсько-ленінська, нині Соціалістична партія, коли головним редактором там був Коос ван Зомерен.
1970 року поїхав до Північної Ірландії, щоб робити репортажі про «Лихоліття», зокрема, для радіо VPRO та газети «De Groene Amsterdammer». У Белфасті орендував кімнату у місцевого командира ІРА на Нью-Лодж-роуд, опорному пункті ІРА.
На початку 1970-х років працював з журналістом Фонсом Бургером у щомісячному журналі VVDM «Twintig». Починаючи з 1975 року вони разом писали для щотижневого журналу «Nieuwe Revu». З Адріаном Монсхауером заснував «Tilt Film» і разом з Бобом Віссером створили телевізійну програму VPRO «NEON». Для BBC «Panorama» вони об'їздили від Ханоя до Сайгону, знімали в Курдистані та з Червоними кхмерами в Камбоджі, а також продюсували документальний фільм «Een Koninkrijk voor een Huis» («Королівство за дім») про заворушення сквотерів під час інавгурації королеви Беатрікс.
У 1982—1989 роках працював головним редактором "Nieuwe Revu. Під його керівництвом до редакції приєдналися знані журналісти, колумністи та карикатуристи, як-от Фрітс Баренд, Генк ван Дорп, Будевійн Бюх, Генк Спан, Іша Меєр, Карел Гластра ван Лун, Герріт де Ягер й Ервін Олаф.

### У Росії
Наприкінці 1989 року на запрошення VNU разом зі своєю дружиною Еллен Вербек і їхнім маленьким сином переїхав до Москви, щоб створити спільне підприємство з московським відділенням Спілки журналістів Росії. Метою було запустити перший російський глянцевий журнал «Moscow Magazine». Однак, за словами Сауера, його російськими колегами виявилися не журналістами, а агенти КДБ.
1992 році VNU вийшла з Росії, а Сауер і його бізнес-партнерка Аннемарі ван Гал вирішили залишитися. Разом з групою Novamedia 1992 року вони заснували видавничу компанію Independent Media. Того ж року вони запустили англомовну щоденну газету «The Moscow Times». Спочатку газета розповсюджувалася безоплатно, але навіть після введення плати, видання було збитковим попри популярність. Ван Гал створила спільне підприємство з Hearst для видання «Cosmopolitan» російською мовою, а Еллен Вербек стала співголовним редактором. Потім з'явилися російські видання «Playboy», «FHM», «Harper's Bazaar», «Good Housekeeping», «Esquire» та «Men's Health», що перетворило Independent Media на міжнародну мультимедійну компанію та згодом лідера ринку в Росії.
1999 року запустив ділову газету «Ведомости» у спільному підприємстві з «Financial Times» і «The Wall Street Journal».
2005 року продав «The Moscow Times» фінській Sanoma за 142 мільйони євро.
У квітні 2005 року заснував видавництво Nieuw Amsterdam. 2014 року продав свою 50-відсоткову частку Novamedia Group.
2007 році разом з Фріцом Барендом, Рюдом Гендріксом і Пітером Стормсом заснували Het Gesprek — телеканал, присвячений виключно інтерв'ю та дебатам.
У січні 2010 року разом з інвестиційною компанією Egeria придбав газети «NRC Handelsblad» і «nrc.next» у PCM Publishers. Через вплив Сауера на редакційне керівництво, 1 липня 2010 року Біргіт Донкер пішла з посади головного редактора «NRC Handelsblad». Сауер вважав, що газети більше не відіграють певної ролі у висвітленні термінових новин — оскільки інші ЗМІ працюють швидше — а натомість повинні більше зосереджуватися на наданні довідкової інформації та аналізу. 2014 року основний акціонер, Egeria, усунув Сауера з наглядової ради.

### Переслідування російською владою
2012 року ліберальний олігарх Михайло Прохоров запросив Сауера очолити його медіакомпанію РБК. Сауер зібрав нову команду на чолі з журналісткою Лізою Осетинською, з якою він раніше працював у «Ведомостях». Новий редакційний напрямок приваблював велику читацьку аудиторію, але Кремль посилив тиск на власника Прохорова, щоб той втрутився. 2015 року Сауер пішов з посади директора РБК і став віцепрезидентом її материнської компанії ONEXIM.
Після того, як 2016 року РБК опублікував звіти про Панамські документи та причетність до них Володимира Путіна, агенти в масках здійснили обшуки в офісах Прохорова та вилучили стоси документів. Кілька російських ЗМІ повідомили, що Сауер перебував під слідством за шахрайство, нібито пов'язане з угодою з акціями 2014 року. Сауер відкинув звинувачення як «нісенітницю», припустивши, що російська влада, ймовірно, незадоволена його медіакомпаніями: «Щойно вони виявляють, що компанія чи особа викликає занепокоєння, вони розкопують якусь справу. Ось так тисячі підприємців опинилися у в'язниці».
2017 року Сауер викупив «The Moscow Times» й одразу перевів видання у повністю цифровий формат. Він не очікував прибутку від проєкту, а розглядав його передусім як внесок у свободу преси в Росії. Він стверджував, що газета може слугувати чудовим засобом для навчання людей за кордоном маловисвітленим внутрішнім темам.
2020 року разом з колишніми журналістами газети «Ведомости» запустив нову російську бізнес-платформу VTimes. 2021 року російська влада назвала VTimes «іноземним агентом».
У березні 2022 року, за кілька тижнів після початку російського вторгнення в Україну, Сауер та його колеги переїхали до Амстердама. Газету «Moscow Times» розміщувало DPG Media. Невдовзі до них приєдналися незалежна телестанція Дождь і журналісти онлайн-каналу Meduza, перетворивши Амстердам на безпечне місце для незалежної російської журналістики.
У січні 2025 року разом з російським музичним журналістом Артемієм Троїцьким та колегою Дженніфер Дуїн запустив музичний лейбл, спрямований на підтримку гуртів і виконавців, яким не дозволено виступати у своїй рідній країні.

## Політичні погляди
Вважав себе маоїстом у минулому, беручи участь у лівій політиці Нідерландів з юності. Він стверджував, що студентські травневі заворушення у Парижі 1968 року, значною мірою вплинули на його політичні переконання. З 17 років Сауер майже двадцять років перебував під наглядом і прослуховуванням голландської внутрішньої розвідувальної служби (BVD). Пізніше відкинув комуністичну ідеологію та назвав Мао Цзедуна «монстром». Був членом Соціалістичної партії Нідерландів.

## Особисте життя та смерть
Був одружений з журналісткою Еллен Вербек і мав трьох дітей. Був далеким родичем бійця опору та мандрівника Англією Пітера Тазелара.
Помер 31 липня 2025 року у 72 роки від травм, отриманих під час аварії на вітрильнику кількома тижнями раніше.